# Erstpreisauktion
Die Erstpreisauktion (auch Erstpreisausschreibung, engl. first price sealed bid auction) ist eine Auktion, bei der die Bieter einmalig und verdeckt ihre Gebote abgeben. Der Bieter mit dem höchsten Gebot gewinnt die Auktion und muss sein eigenes, das höchste Gebot bezahlen.
Im Gegensatz zur Erstpreisauktion steht die Zweitpreisauktion, bei der die Bieter zwar auch ihre Gebote einmalig und verdeckt abgeben und der Bieter mit dem höchsten Gebot die Auktion gewinnt; jedoch muss er nur das zweithöchste Gebot bezahlen.
Ist das zu versteigernde Objekt von rein privatem Wert und die Bieter risikoneutral, so ist die Erstpreisauktion strategisch äquivalent zur Holländischen Auktion, während die Zweitpreisauktion zur Englischen Auktion strategisch äquivalent ist.

## Auktionsgeschichte
Erste Auktionen tauchen erstmals in griechischen Dokumenten 500 v. Chr. auf. Zu dieser Zeit wurden Frauen in einer Art Holländischen Auktion versteigert. Während sehr hübsche Frauen relativ hohe Gebote bekamen, so musste der Verkäufer bei weniger attraktiven Frauen eine Mitgift oder andere Geldangebote dazu geben, um die Auktion erfolgreich abzuschließen. Tatsächlich war es aber verboten, Frauen außerhalb einer Auktion zu verkaufen.
Zur Zeit Jesus Christus waren Auktionen im Römischen Kaiserreich beliebt, um Teile des Familienanwesens oder auch Kriegsbeute zu verkaufen. So versteigerte beispielsweise der römische Kaiser Mark Aurel Möbel, um seine Schulden zu begleichen.
Auktionen in den Vereinigten Staaten von Amerika lassen sich bis zum Anfang des 17. Jahrhunderts zurückverfolgen, als die ersten Pilgerväter dorthin übersiedelten. Über Auktionen wurden Pflanzen, Importe, Dachschindeln, Tiere, Werkzeuge, Tabak, Sklaven und sogar ganze Farmen verkauft. Der Verkauf über Auktionen war der schnellste und effizienteste Weg aus Besitztümern Geld zu machen.
Zur Zeit des Bürgerkrieges in den USA entstand der auch heute noch teilweise gebrauchte Name "Colonel" für einen Auktionator: Zu dieser Zeit verkauften üblicherweise die Colonels des Militärs Kriegsbeute.
In Europa tauchen erstmals Aufzeichnungen über Auktionen im "Oxford English Dictionary" im Jahre 1595 auf. Im späten 17. Jahrhundert schrieb die London Gazette über Versteigerungen von Kunst in Kaffeehäusern und Wirtshäusern. Die berühmten Auktionshäuser Sotheby’s und Christie’s wurden 1744 bzw. 1766 gegründet.
Erste Auktionen in den Niederlanden finden sich im Jahre 1887 um Früchte und Gemüse zu verkaufen. Zur gleichen Zeit verkauften Fischer in Deutschland ihren Fang über Auktionen.
Auf Fischmärkten in Japan wurde früher über die Erstpreisauktion getrockneter Fisch versteigert. Das Verfahren war wie folgt: Die Bieter gaben ihre Gebote in einer Box auf einem Zettel ab. Nach einer vorher festgelegten Zeit öffnete der Auktionator die Box und verkündete den Gewinner.
Heute verwenden viele Zentralbanken wie die deutsche Bundesbank, die Europäische Zentralbank oder auch das Finanzministerium der Vereinigten Staaten von Amerika die Erstpreisauktion, um Staatsanleihen zu vergeben. Hierbei wird meist das sogenannte Multi-Preis-Auktionsverfahren (engl. discriminatory auction) verwendet, bei dem es mehrere Zuschläge zu unterschiedlichen Zinssätzen geben kann.
Zudem wird meist bei Vergabe von Bauaufträgen auch die Erstpreisauktion als Vergabeverfahren verwendet. Jedoch ist hier die Rolle von Käufer und Verkäufer vertauscht. Deshalb gewinnt der Bieter mit dem niedrigsten Gebot.
Eine Variante der Erstpreisauktion ist die sogenannte "Schweizer Auktion": Diese Auktionsform wird auch bei der Vergabe von Bauaufträgen verwendet, jedoch mit dem Unterschied, dass der Gewinner der Auktion auch das ersteigerte Objekt ablehnen kann. Der Name kommt daher, dass die Schweizer Bauindustrie teilweise dieses Vergabeverfahren für Bauaufträge verwendet. Architekten bevorzugen diese Art von Auktion, da es bei Bauaufträgen immer wieder zu Änderungen des eigentlichen Auftrags kommt und es keinen Grund gibt, mit jemandem zu arbeiten, der die Arbeit nicht machen will.

## Optimale Bietstrategie für beliebig stetig verteilte Bewertungen
Die optimale Bietstrategie eines Bieters für beliebig stetig verteilte Bewertungen lautet, die erwartete höchste Bewertung aller anderen Bieter abzugeben, gegeben diese erwartete höchste Bewertung ist kleiner als die eigene Bewertung des Bieters.

### Annahmen
- Es gibt {\displaystyle n} Bieter für ein einzelnes Objekt. Jeder Bieter {\displaystyle i} bewertet das zu versteigernde Objekt mit {\displaystyle v_{i}}, also dem maximalen Betrag, den der Bieter bereit ist, für das Objekt zu bezahlen.

- Jede Bewertung {\displaystyle v_{i}} ist identisch und unabhängig auf {\displaystyle [0,{\overline {v}}]}, wobei {\displaystyle v_{i}\in [0,\infty )}, verteilt mit entsprechender Verteilungsfunktion {\displaystyle F(x)=P(X\leq x)} und der dazugehörigen Dichtefunktion {\displaystyle f(x)={\frac {dF(x)}{dx}}=F^{\prime }(x)}.

- {\displaystyle E[v_{i}]<\infty ,\quad \forall v_{i}\in [0,{\overline {v}}]}.

- Die Bieter sind risiko-neutral, und das zu versteigernde Objekt ist von rein privatem Wert.

- Die Verteilungsfunktion {\displaystyle F(x)} und die Anzahl {\displaystyle n,n\in \mathbb {N} }, der Bieter sind Common Knowledge, also jedem Bieter bekannt.

- Die Strategie eines Bieters {\displaystyle i} ist eine Funktion {\displaystyle \beta _{i}:[0,{\overline {v}}]\rightarrow \mathbb {R} _{+}}, die zu jeder Bewertung das eigene Gebot bestimmt.

- Das Gleichgewicht ist ein symmetrisches Gleichgewicht, also jeder Bieter verfolgt dieselbe Strategie: {\displaystyle b_{i}=\beta (v),\quad \forall i\in \{1,...,n\}}.

- Die Auszahlung des Bieters {\displaystyle i} mit Bewertung {\displaystyle v_{i}} des zu versteigernden Objektes und Gebot {\displaystyle b_{i}} ist

{\displaystyle u(b_{i},b_{-i},v_{i})={\begin{cases}v_{i}-b_{i}&b_{i}>\max _{j\neq i}b_{j}\\0&b_{i}<\max _{j\neq i}b_{j}\end{cases}}.}

### Herleitung der optimalen Bietstrategie
Sei {\displaystyle b_{i}} das Gebot des Spielers {\displaystyle i}. Es ist niemals optimal, ein Gebot {\displaystyle b_{i}>\beta ({\overline {v}})} zu wählen, da in diesem Fall der Bieter das Objekt auf jeden Fall bekommt, er aber durch Reduzierung seines Gebotes sich besser stellen kann, da er dann das Objekt trotzdem bekommt, aber weniger bezahlen muss. Daraus folgt, dass man nur den Fall {\displaystyle b_{i}\leq \beta ({\overline {v}})} betrachten muss. Zudem würde ein Bieter mit Bewertung {\displaystyle 0} niemals ein positives Gebot abgeben, da er dann ein Verlust machen würde, wenn er die Auktion gewinnen würde. Also gilt {\displaystyle \beta (0)=0}.
Bieter {\displaystyle i} bekommt das Objekt, wenn er das höchste Gebot abgibt, also {\displaystyle \max _{j\neq i}\beta _{j}(v_{j})<b_{i}}. Da {\displaystyle \beta } monoton wachsend ist, gilt:
{\displaystyle \max _{j\neq i}\beta _{j}(v_{j})=\beta _{j}(\max _{j\neq i}v_{j})=\beta (Y_{1})}
mit {\displaystyle Y_{1}} als höchste Bewertung der {\displaystyle n-1} übrigen Spieler.
Bieter {\displaystyle i} erhält den Zuschlag für das Objekt immer dann, wenn {\displaystyle \beta (Y_{1})<b_{i}\Longleftrightarrow Y_{1}<\beta ^{-1}(b_{i})}.
Seine erwartete Auszahlung ist nun
{\displaystyle E[b_{i},b_{-i}^{\ast },v_{i}]=G\left(\beta ^{-1}(b_{i})\right)\cdot (v_{i}-b_{i})}
mit {\displaystyle G} Verteilungsfunktion von {\displaystyle Y_{1}}.
Maximierung der erwarteten Auszahlung über {\displaystyle b_{i}} führt zu
{\displaystyle {\frac {\partial E[b_{i},b_{-i}^{\ast },v_{i}]}{\partial b_{i}}}={\frac {g\left(\beta ^{-1}(b_{i})\right)}{\beta '\left(\beta ^{-1}(b_{i})\right)}}\cdot (v_{i}-b_{i})-G\left(\beta ^{-1}(b_{i})\right){\overset {!}{=}}0}
mit {\displaystyle g} Dichtefunktion von {\displaystyle Y_{1}}.
Da das Gleichgewicht symmetrisch ist ({\displaystyle b_{i}=\beta (v)}), folgt nun folgende Differentialgleichung:
{\displaystyle G(v)\beta '(v)+g(v)\beta (v)=vg(v)} oder
{\displaystyle {\frac {d}{dv}}\left(G(v)\beta (v)\right)=vg(v).}
Mit der Anfangswertbedingung {\displaystyle \beta (0)=0} erhält man nun die optimale Bietstrategie:
{\displaystyle \beta (v)={\frac {1}{G(v)}}\int _{0}^{v}yg(y)dy=E[Y_{1}|Y_{1}<v].}
Oder mit Hilfe von partieller Integration:
{\displaystyle \beta (v)=E[Y_{1}|Y_{1}<v]=v-\int _{0}^{v}{\frac {G(y)}{G(v)}}dy.}
Somit lautet die optimale Bietstrategie eines Bieters, die erwartete höchste Bewertung aller anderen Bieter abzugeben, gegeben diese höchste Bewertung ist niedriger als seine eigene Bewertung.

### Erwarteter Erlös des Verkäufers
Der erwartete Erlös des Verkäufers ist die erwartete zweithöchste Bewertung aller Bieter.
Die erwartete Zahlung des Käufers mit dem höchsten Gebot ist
{\displaystyle m(v)=G(v)\cdot E[Y_{1}|Y_{1}<v]=\int _{0}^{v}yg(y)dy.}
Die ex ante erwartete Zahlung des Käufers ist
{\displaystyle E[m(v)]=\int _{0}^{\overline {v}}m(x)f(x)dx=\int _{0}^{\overline {v}}\left(\int _{0}^{v}yg(y)dy\right)f(x)dx=\int _{0}^{\overline {v}}\left(\int _{y}^{\overline {v}}f(x)dx\right)yg(y)dy=\int _{0}^{\overline {v}}y(1-F(y))g(y)dy.}
Der erwartete Erlös des Verkäufers ist nun
{\displaystyle E[R]=n\cdot E[m(v)]=n\cdot \int _{0}^{\overline {v}}y(1-F(y))g(y)dy.}
Mit Hilfe der Ordnungsstatistiken ergibt sich nun für den erwarteten Erlös des Verkäufers:
{\displaystyle E[R]=E[Y_{2}]}
mit {\displaystyle Y_{2}} als zweithöchste Bewertung aller {\displaystyle n} Bieter. Der erwartete Erlös des Verkäufers ist gerade die erwartete zweithöchste Bewertung aller {\displaystyle n} Bieter.

### Erlösäquivalenz zur Zweitpreisauktion
Das Erlösäquivalenztheorem besagt, dass bei Güter mit rein privatem Wert und risikoneutralen Bietern der erwartete Erlös des Verkäufers in Erst- und Zweitpreisauktion der gleiche ist.

### Beispiel: Optimale Bietstrategie für gleichverteilte Bewertungen des zu versteigernden Objektes
Wenn die Bewertungen auf {\displaystyle [0,{\overline {v}}]} gleichverteilt sind, dann gilt für die zugehörige Dichtefunktion:
{\displaystyle f(x)={\begin{cases}{\frac {1}{\overline {v}}}&x\in [0,{\overline {v}}]\\0&x\notin [0,{\overline {v}}]\end{cases}}.}
Daraus folgt für Verteilungsfunktion:
{\displaystyle P(X\leq x)=F(x)=\int _{0}^{x}f(t)dt=\int _{0}^{x}{\frac {1}{\overline {v}}}dt=\left[{\frac {1}{\overline {v}}}t\right]_{0}^{x}={\begin{cases}{\frac {1}{\overline {v}}}x&x\in [0,{\overline {v}}]\\0&x\notin [0,{\overline {v}}]\end{cases}}.}
Für die Verteilung {\displaystyle G(v)} der höchsten Ordnungsstatistik der {\displaystyle n-1} übrigen Bieter gilt nun:
{\displaystyle G(v)=\left[F(v)\right]^{n-1}=\left({\frac {1}{\overline {v}}}v\right)^{n-1}}
und damit ergibt sich folgende optimale Bietstrategie:
{\displaystyle \beta (v)=v-\int _{0}^{v}{\frac {G(y)}{G(v)}}dy=v-\int _{0}^{v}\left({\frac {F(y)}{F(v)}}\right)^{n-1}dy={\frac {n-1}{n}}\cdot v.}
Insbesondere gilt:
{\displaystyle {\frac {\partial \beta (v)}{\partial n}}={\frac {1}{n^{2}}}\cdot v>0,\quad \forall v>0,}
{\displaystyle \lim \limits _{n\to \infty }\beta (v)=\lim \limits _{n\to \infty }{\frac {n-1}{n}}\cdot v=v.}
Das Gebot ist streng monoton steigend in der Bieteranzahl und bei einer großen Bieteranzahl geht das Gebot gegen die eigene Bewertung {\displaystyle v} des Objektes und somit die Auszahlung gegen {\displaystyle 0}.

## Erweiterungen

### Risiko-averse Bieter
Bei risiko-aversen Bietern kommt es zu höheren Gleichgewichtsgeboten als bei risiko-neutralen Bietern.
Jeder Bieter hat nun als Auszahlungsfunktion eine Von-Neumann-Morgenstern-Nutzenfunktion {\displaystyle u\colon \mathbb {R} \rightarrow \mathbb {R} _{+}} mit {\displaystyle u(0)=0}, {\displaystyle u'>0} und {\displaystyle u''<0}. Anstatt wie im Falle der Risikoneutralität die erwartete Auszahlung zu maximieren, wird nun der erwartete Nutzen maximiert. Die Gleichgewichtsstrategien sind durch eine wachsende und differenzierbare Funktion {\displaystyle \gamma :[0,{\overline {v}}]\rightarrow \mathbb {R} } mit {\displaystyle \gamma (0)=0} gegeben. Das Optimierungsproblem eines Bieters {\displaystyle i} mit Bewertung {\displaystyle v_{i}} ist demnach durch
{\displaystyle \max _{b_{i}\in [0,{\overline {v}}]}G(b_{i})\cdot u(v_{i}-\gamma (b_{i})).}
gegeben. Die Bedingung erster Ordnung lautet nun
{\displaystyle g(b_{i})\cdot u(v_{i}-\gamma (b_{i}))-G(b_{i})\cdot \gamma '(b_{i})\cdot u'(v_{i}-\gamma (b_{i})){\overset {!}{=}}0.}
Im symmetrischen Gleichgewicht gilt {\displaystyle b_{i}=v} für alle Bieter {\displaystyle i} und somit:
{\displaystyle \gamma '(v)={\frac {u(v-\gamma (v))}{u'(v-\gamma (v))}}\cdot {\frac {g(v)}{G(v)}}.}
Sind die Bieter risikoneutral, gilt {\displaystyle u(v)=v} und somit
{\displaystyle \beta '(v)=(v-\beta (v))\cdot {\frac {g(v)}{G(v)}}.}
Hierbei bezeichnet {\displaystyle \beta (\cdot )} die Gleichgewichtsstrategie für risikoneutrale Bieter. Da {\displaystyle u(\cdot )} streng konkav ist und {\displaystyle u(0)=0}, gilt {\displaystyle {\frac {u(v)}{u'(v)}}>v,\quad \forall v>0} und somit
{\displaystyle \gamma '(v)={\frac {u(v-\gamma (v))}{u'(v-\gamma (v))}}\cdot {\frac {g(v)}{G(v)}}>(v-\gamma (v))\cdot {\frac {g(v)}{G(v)}}.}
Falls {\displaystyle \beta (v)>\gamma (v)} gilt auch {\displaystyle \beta '(v)<\gamma '(v)}. Da laut Annahme {\displaystyle \beta (0)=\gamma (0)=0}, folgt nun {\displaystyle \forall v>0}:
{\displaystyle \gamma (v)>\beta (v).}
So kommt es bei risiko-aversen Bietern zu höheren Gleichgewichtsgeboten als bei risiko-neutralen Bietern. Der risiko-averse Bieter will sich durch ein höheres Gebot gegen die Wahrscheinlichkeit des Verlierens der Auktion versichern.

#### Beispiel: Bieter mit konstanter relativer Risikoaversion und gleichverteilten Bewertungen
Die Auszahlung des Bieters {\displaystyle i} mit Bewertung {\displaystyle v_{i}} des zu versteigernden Objektes und Gebot {\displaystyle b_{i}} ist nun
{\displaystyle u(b_{i},b_{-i},v_{i})={\begin{cases}(v_{i}-b_{i})^{r}&b_{i}>\max _{j\neq i}b_{j}\\0&b_{i}<\max _{j\neq i}b_{j}\end{cases}}}
mit {\displaystyle r\in (0,1)}.
Weiterhin gilt {\displaystyle f(x)={\begin{cases}{\frac {1}{\overline {v}}}&x\in [0,{\overline {v}}]\\0&x\notin [0,{\overline {v}}]\end{cases}}} und {\displaystyle F(x)={\begin{cases}{\frac {1}{\overline {v}}}x&x\in [0,{\overline {v}}]\\0&x\notin [0,{\overline {v}}]\end{cases}}} und somit auch
{\displaystyle G(v)=\left[F(v)\right]^{n-1}=\left({\frac {1}{\overline {v}}}v\right)^{n-1}.}
Maximierung der erwarteten Auszahlung führt zur optimalen Bietstrategie
{\displaystyle \gamma (v)={\frac {n-1}{n+r-1}}\cdot v.}
Vergleicht man die beiden Fälle der Risikoneutralität und Risikoaversion bei gleichverteilten Bewertungen, so gilt für {\displaystyle r\in (0,1)}: {\displaystyle \gamma (v)>\beta (v)}.

### Verkäufer mit Reservationspreis
Hat der Verkäufer einen Reservationspreis, also einen Preis, unter diesem er nicht bereit ist, das zu versteigernde Objekt zu verkaufen, so lautet die optimale Bietstrategie eines Bieters, das erwartete Maximum aus Reservationspreis und höchste Bewertung aller anderen Bieter zu bieten, gegeben diese höchste Bewertung ist kleiner als die eigene Bewertung des Bieters.
Hat der Verkäufer einen Reservationspreis {\displaystyle r>0}, so ist der erzielte Preis mindestens {\displaystyle r}, da kein Bieter {\displaystyle i} mit Bewertung {\displaystyle v_{i}<r} einen positiven Gewinn erzielen kann. Zudem gilt im symmetrischen Gleichgewicht für die Bietstrategie {\displaystyle \beta (r)=r}, da ein Bieter mit Bewertung {\displaystyle r} die Auktion nur gewinnt, wenn alle anderen Bieter geringere Gebote als {\displaystyle r} abgegeben haben und er dann auch mit einem Gebot in Höhe von {\displaystyle r} die Auktion gewinnt. Für die optimale Bietstrategie im Fall {\displaystyle v\geq r} gilt:
{\displaystyle \beta (v)=E[\max {(Y_{1},r)}|Y_{1}<v]=r\cdot {\frac {G(r)}{G(v)}}+{\frac {1}{G(v)}}\int _{r}^{v}yg(y)dy.}

### Asymmetrische Bieter
Bei 2 asymmetrischen Bieter, deren Bewertungen nicht gleich verteilt sind, bietet der Bieter im Gleichgewicht höher, dessen Bewertungen stochastisch niedriger verteilt sind.
Es existieren 2 Bieter mit Bewertungen {\displaystyle v_{1}} und {\displaystyle v_{2}}, die unabhängig auf {\displaystyle [0,{\overline {v_{1}}}]} bzw. {\displaystyle [0,{\overline {v_{2}}}]} mit Verteilungsfunktionen {\displaystyle F_{1}(x)} bzw. {\displaystyle F_{2}(x)} verteilt sind. Die Strategien im Gleichgewicht seien {\displaystyle \beta _{1}} und {\displaystyle \beta _{2}}. Diese Strategien sind monoton wachsend, differenzierbar und haben als Umkehrfunktion {\displaystyle \phi _{1}=\beta _{1}^{-1}} und {\displaystyle \phi _{2}=\beta _{2}^{-1}}. Es gilt wie im symmetrischen Fall {\displaystyle \beta _{1}(0)=\beta _{2}(0)=0} und außerdem {\displaystyle \beta _{1}({\overline {v_{1}}})=\beta _{2}({\overline {v_{2}}})={\overline {b}}}, da, wenn beispielsweise {\displaystyle \beta _{1}({\overline {v_{1}}})>\beta _{2}({\overline {v_{2}}})} gelten würde, Bieter 1 die Auktion mit Wahrscheinlichkeit 1 gewinnt, falls seine Bewertung {\displaystyle {\overline {v_{1}}}} ist, jedoch gewinnt er trotzdem, wenn er sein Gebot um einen infinitesimal kleinen Betrag {\displaystyle \epsilon >0} reduzieren würde.
Gegeben Spieler {\displaystyle j=1,2} spielt seine Strategie {\displaystyle \beta _{j}}, die erwartete Auszahlung von Spieler {\displaystyle i\neq j} mit Bewertung {\displaystyle v_{i}} und Gebot {\displaystyle b<{\overline {b}}} ist
{\displaystyle E[b,b_{-i}^{\ast },v_{i}]=F_{j}(\phi _{j}(b))\cdot (v_{i}-b).}
Ableiten nach {\displaystyle b} führt zu
{\displaystyle {\frac {\partial E[b,b_{-i}^{\ast },v_{i}]}{\partial b}}=\phi _{j}'(b)\cdot F_{j}'(\phi _{j}(b))(v_{i}-b)-F_{j}(\phi _{j}(b)){\overset {!}{=}}0.}
Im Gleichgewicht gilt {\displaystyle v_{i}=\phi _{i}(b)} und mit {\displaystyle F_{j}'(x)=f_{j}(x),\quad \forall j=1,2}, folgt:
{\displaystyle \phi _{j}'(b)={\frac {F_{j}(\phi _{j}(b))}{f_{j}(\phi _{j}(b))\cdot (\phi _{i}(b)-b)}}.}
Zu diesem System von Differentialgleichungen kann man nur für einige Spezialfälle eine explizite Lösung angeben. Gilt aber zum Beispiel, dass die Bewertungen von Bieter 1 stochastisch höher sind als die von Bieter 2, d. h. für {\displaystyle {\overline {v_{1}}}\geq {\overline {v_{2}}}} und {\displaystyle \forall x\in (0,{\overline {v_{2}}})} gilt
{\displaystyle {\frac {f_{1}(x)}{F_{1}(x)}}>{\frac {f_{2}(x)}{F_{2}(x)}},}
so folgt
{\displaystyle \beta _{1}(x)<\beta _{2}(x),\quad \forall x\in (0,{\overline {v_{2}}}).}
Der "schwache" Bieter 2 bietet aufgrund seiner stochastisch niedrigeren Bewertungen aggressiver gegenüber dem "starken" Bieter 1.

### Abhängige Bewertungen bzw. Versteigerung von Objekten mit allgemeinem Wert
Bei Versteigerung von Objekten mit allgemeinem Wert unterliegt der Höchstbietende dem Fluch des Gewinners: Er bietet systematisch höher als er müsste um die Auktion zu gewinnen.
Es existieren {\displaystyle n} Bieter mit Bewertung {\displaystyle v_{i}}. Der wahre Wert des zu versteigernden Objekts sei {\displaystyle V} mit {\displaystyle V} gleichverteilt auf {\displaystyle [{\underline {V}},{\overline {V}}]}. Jeder Bieter {\displaystyle i} hat eine Schätzung für den wahren Wert {\displaystyle v_{i}=V+\varepsilon _{i}}. Der Wert {\displaystyle \varepsilon _{i}} ist die Genauigkeit der Schätzung des Bieters {\displaystyle i} des wahren Wertes {\displaystyle V}, wobei die {\displaystyle \varepsilon _{i}} unabhängig von {\displaystyle V} auf {\displaystyle [-\varepsilon ,\varepsilon ]} gleichverteilt mit Dichtefunktion {\displaystyle f(\varepsilon )={\frac {1}{2\varepsilon }}} sind. Die Schätzungen der Bieter sind erwartungstreu, denn es gilt:
{\displaystyle E[v_{i}]={\frac {1}{2\varepsilon }}\int _{-\varepsilon }^{\varepsilon }V+\varepsilon _{i}d\varepsilon _{i}=V.}
Somit liegen alle Schätzungen der Bieter im Intervall {\displaystyle [V-\varepsilon ,V+\varepsilon ]} bzw. weiß Bieter {\displaystyle i}, dass der wahre Wert im Intervall {\displaystyle [v_{i}-\varepsilon ,v_{i}+\varepsilon ]} liegt.
Maximierung der erwarteten Auszahlung führt zur optimalen Bietstrategie:
{\displaystyle \beta (v_{i})=(v_{i}-\varepsilon )+{\frac {2\varepsilon }{n+1}}\cdot \exp \left(-{\frac {n}{2\varepsilon }}\cdot ({\underline {V}}+\varepsilon -v_{i})\right).}
Insbesondere gilt:
{\displaystyle {\frac {\partial \beta (v_{i})}{\partial n}}<0,}
{\displaystyle \lim \limits _{n\to \infty }\beta (v_{i})=v_{i}-\varepsilon }.
Das optimale Gebot ist der kleinste Wert des Objekts {\displaystyle v_{i}-\varepsilon } auf Grund der Schätzung {\displaystyle v_{i}} plus ein Zuschlag, der umso geringer ausfällt, umso mehr Bieter sich an der Auktion beteiligen.
Der Gewinner der Auktion unterliegt dem Fluch des Gewinners: Würde der Bieter nur auf Grund seiner eigenen Schätzung des wahren Wertes, {\displaystyle v_{i}}, bieten, so ist das optimale Gebot das gleiche wie im Fall von Objekten mit rein privater Bewertung. Jedoch vernachlässigt diese Schätzung die Information, dass der Gewinner der Auktion die höchste Schätzung hatte, und somit ist das abgegebene Gebot höher als das optimale Gebot.

## Vergleich Theorie und Empirie
Obwohl die Holländische Auktion und die Erstpreisauktion bei Auktionen von Objekten mit rein privaten Bewertungen und risiko-neutralen Bietern strategisch äquivalent sind, ergeben sich bei Experimenten einige Unterschiede. So sind die erzielten Preise bei einer Erstpreisauktion signifikant höher als bei einer Holländischen Auktion. Eine mögliche Erklärung hierfür ist, dass bei einer Holländischen Auktion der Preis in 50-Cent-Schritten nach unten geht, während bei einer Erstpreisauktion Gebote nicht in 50-Cent-Schritten abgegeben werden müssen.
Erhöht sich die Bieteranzahl, so hat sich bei Experimenten gezeigt, dass dann auch die Höhe der abgegebenen Gebote steigt.
Vergleicht man die Englische Auktion, Holländische Auktion, Erst- und Zweitpreisauktion bezüglich ihrer Effizienz im Sinne von Pareto-Optimalität, so ist die Englische Auktion am effizientesten, gefolgt von der Zweitpreisauktion, Erstpreisauktion und zum Schluss die Holländische Auktion.
Aus Sicht des Auktionators bzw. Verkäufers ist die Erstpreisauktion am wünschenswertesten, da sie von allen vier Auktionsarten die höchsten Preise erzielt.